# Rhamphidoiulus kinzelbachi
Rhamphidoiulus kinzelbachi är en mångfotingart som beskrevs av Pius Strasser 1980. Rhamphidoiulus kinzelbachi ingår i släktet Rhamphidoiulus och familjen kejsardubbelfotingar. Inga underarter finns listade i Catalogue of Life.